# Julia Spetsmark
Julia Spetsmark (30 giugno 1989) è una calciatrice svedese, attaccante dell'Apollōn Lemesou e della nazionale svedese.

## Carriera

### Club
Julia Spetsmark inizia ad appassionarsi allo sport fin da giovane, decidendo di tesserarsi con il Jössefors Idrottsklubb, società polisportiva con sede nell'omonimo abitato del comune di Arvika, nella contea di Värmland, per passare in seguito al Mallbackens IF Sunne..
Durante il calciomercato invernale 2010-2011 trova un accordo con il QBIK, società di Karlstad, per giocare in Söderettan, il girone sud della Division 1, l'allora secondo livello del campionato svedese di categoria, per la stagione entrante, contribuendo a raggiungere la seconda posizione, risultato ripetuto anche nella stagione successiva, sfiorando la promozione in Damallsvenskan dietro il Vittsjö GIK nel 2011 e il Mallbacken nel 2012.
Nel 2013 si trasferisce al Sunnanå SK, fresco vincitore del girone Norrettan della Division 1, avendo così l'occasione di debuttare in Damallsvenskan per la stagione entrante. Spetsmark rimane quella sola stagione, non riuscendo ad evitare la retrocessione in Elitettan per la scarsa competitività della squadra, decidendo di lasciare la società con un tabellino personale di 3 reti siglate in 21 incontri.
Nel gennaio 2014 il KIF Örebro annuncia di aver stipulato un contratto con Spetsmark per il 2014. La collaborazione con il club di Örebro si rivelerà proficua, arrivando alla sua prima stagione a raggiungere la seconda posizione in campionato, a 12 punti dal Rosengård, prestazione che le garantisce l'accesso alla UEFA Women's Champions League per la stagione 2015-2016. Spetsmark fa il suo debutto in una competizione ufficiale UEFA il 7 ottobre 2015, in occasione dei sedicesimi di finale, dove le svedesi superano in trasferta per 3-0 le greche del PAOK Salonicco, condividendo le sorti della squadra eliminata agli ottavi dalle francesi del Paris Saint-Germain.. In seguito rimane al KIF Örebro anche per le stagioni seguenti raggiungendo, anche se con risultati meno prestigiosi, sempre la salvezza.
Al termine della stagione 2017, conclusasi con la retrocessione del KIF Örebro in Elitettan, seconda serie del campionato svedese, Julia Spetsmark ha lasciato dopo quattro stagioni il KIF Örebro e si è trasferita in Inghilterra al Manchester City. L'avventura inglese col Manchester City è durata poco più di un semestre e cinque presenze in campionato, a fine luglio 2018 Spetsmark è tornata in Svezia tra le file del Djurgården, partecipante al campionato di Damallsvenskan.

### Nazionale
Spetsmark inizia ad essere convocata dalla federazione calcistica della Svezia (Svenska Fotbollförbundet - SvFF) nel 2005, chiamata a rappresentare il proprio paese nelle nazionali giovanili, inizialmente con la Under-16 dove viene impiegata in una sola occasione, per approdare solo sette anni più tardi nella formazione Under-23 dove gioca tre incontri.
Dopo altri quattro anni, il ct Pia Sundhage la convoca con la nazionale maggiore facendola debuttare il 21 ottobre 2016 nell'amichevole vinta per 8-0 sulle avversarie dell'Iran per poi impiegarla nuovamente nell'altra amichevole di preparazione alla fase finale del campionato europeo dei Paesi Bassi 2017 dove le svedesi vengono sconfitte per 1-0 dagli Stati Uniti l'8 giugno 2017.
Sundhage decide di inserirla nella rosa definitiva della squadra iscritta all'Europeo annunciata il 20 giugno 2017.

## Palmarès

### Club
- National Women's Soccer League: 1

North Carolina Courage: 2019
- Coppa di Lega portoghese: 1

Benfica: 2019-2020